# Schmemis
Schmemis, arabisch قلعة شميميس, DMG Qalʿat aš-Šamīmīs, auch Shammasis, „Sonnenburg“; ist eine Burgruine in der Nähe von Salamiyya in Syrien, deren sichtbare Reste auf ayyubidische Zeit zurückgehen.

## Lage
Schmemis liegt etwa 25 Kilometer südöstlich von Hama am Rand der syrischen Wüstensteppe und ragt auf einem alten, 636 Meter hohen Vulkankegel etwa 150 Meter über die Ebene hinaus. Die Burgruine ist von Salamiyya 5 Kilometer entfernt und ist ab Ortsende Richtung Hama auf einer nach Norden abzweigenden asphaltierten Nebenstraße erreichbar. Die Getreidefelder der Ebene reichen bis an den Fuß des steinigen, vegetationslosen Hügels. In der näheren Umgebung liegen einige ähnlich hohe Hügelketten, die teilweise aufgeforstet werden.

## Geschichte
Die frühesten Grabungsfunde auf dem Hügel werden in die Bronzezeit des 14. Jahrhunderts v. Chr. datiert. In römischer Zeit wurden Foggaras zur Wasserversorgung angelegt.
Salamiyya und Umgebung war im 8. Jahrhundert bis um 900 Zentrum der Ismailiten. Bei einem Erdbeben wurde 1157 eine frühere Anlage zerstört. Die Burg wurde um 1230 durch den ayyubidischen Prinzen Malik al-Mudschtahin Schirkuh von Homs erbaut. Nach mehreren Siegen des Ayyubiden-Sultans as-Salih gegen die Kreuzfahrer nahm er 1245 die Burg in seinen Besitz. Um 1260 wurde sie von den Mongolen zerstört. Baibars I., ab 1260 Sultan der Mameluken, übernahm die Burg und ordnete den Wiederaufbau an.
Wie lange die Burg ihre Funktion behielt, ist unklar. Das Gebiet war im Mittelalter kaum besiedelt. Im 17. Jahrhundert dehnte der Drusen-Emir Fachr ad-Dīn II. (reg. 1585–1633) sein Fürstentum über Schmemis bis nach Palmyra aus, wo er die dortige mamlukische Festung Qalʿat Ibn Maʿn ebenfalls besetzte.
Erst Mitte des 19. Jahrhunderts wurde das Gebiet wieder besiedelt, als die osmanische Führung den beim Mongoleneinzug geflohenen Ismailiten die Rückkehr erlaubte. Ausgangspunkt für die Neubesiedlung der Burgruine war ein Streit, der 1843 zwischen dem damaligen Gouverneur von Masyaf im Dschebel Ansariye und zwei abtrünnigen Ismailitenführern ausbrach. Bei dem Machtkampf, der sich im nahegelegenen Qadmus abspielte, wurde ein Mitglied einer prominenten Sunni-Familie umgebracht. Von den beiden Aufständischen wurde einer während seiner Flucht gefasst und umgebracht, der andere, Isma'il, zog sich in ein Bergdorf zurück. 1847 oder 1848 gewährte ein Kommandant der osmanischen Armee Isma'il Amnestie unter der Bedingung, dass er und die Seinen sich in ein Gebiet östlich des Orontes zurückzögen. Ein Dokument des osmanischen Sultans Abdülmecid I. vom Juli 1849 soll ihnen erlaubt haben, eine Siedlung am Rand der Wüste zu gründen und 40 Mann zu bewaffnen, um den Ort zu verteidigen. Die Siedler waren von der Wehrpflicht und von Steuern befreit. Isma'il wählte Salamiyya als Ansiedlungsort. Die etwa 90 Auswanderer aus 16 Familien gehörten überwiegend den Hajjawis an, einer der beiden Hauptgruppen der syrischen Ismailiten, die sich etwa im 16. Jahrhundert abgespalten hatten. Anfangs lebten sie in der Burgruine, von wo aus sie begannen, Ackerflächen anzulegen und die römischen Foggaras wieder in Betrieb zu nehmen. Sie mussten ihre Felder und Schafherden häufig vor der Raubzügen mehrerer Beduinenstämme schützen. Obwohl jedem Siedler soviel Land wie er wollte zur Verfügung stand, wuchs die Kolonie bis zum Ende des 19. Jahrhunderts nur langsam.

## Burganlage

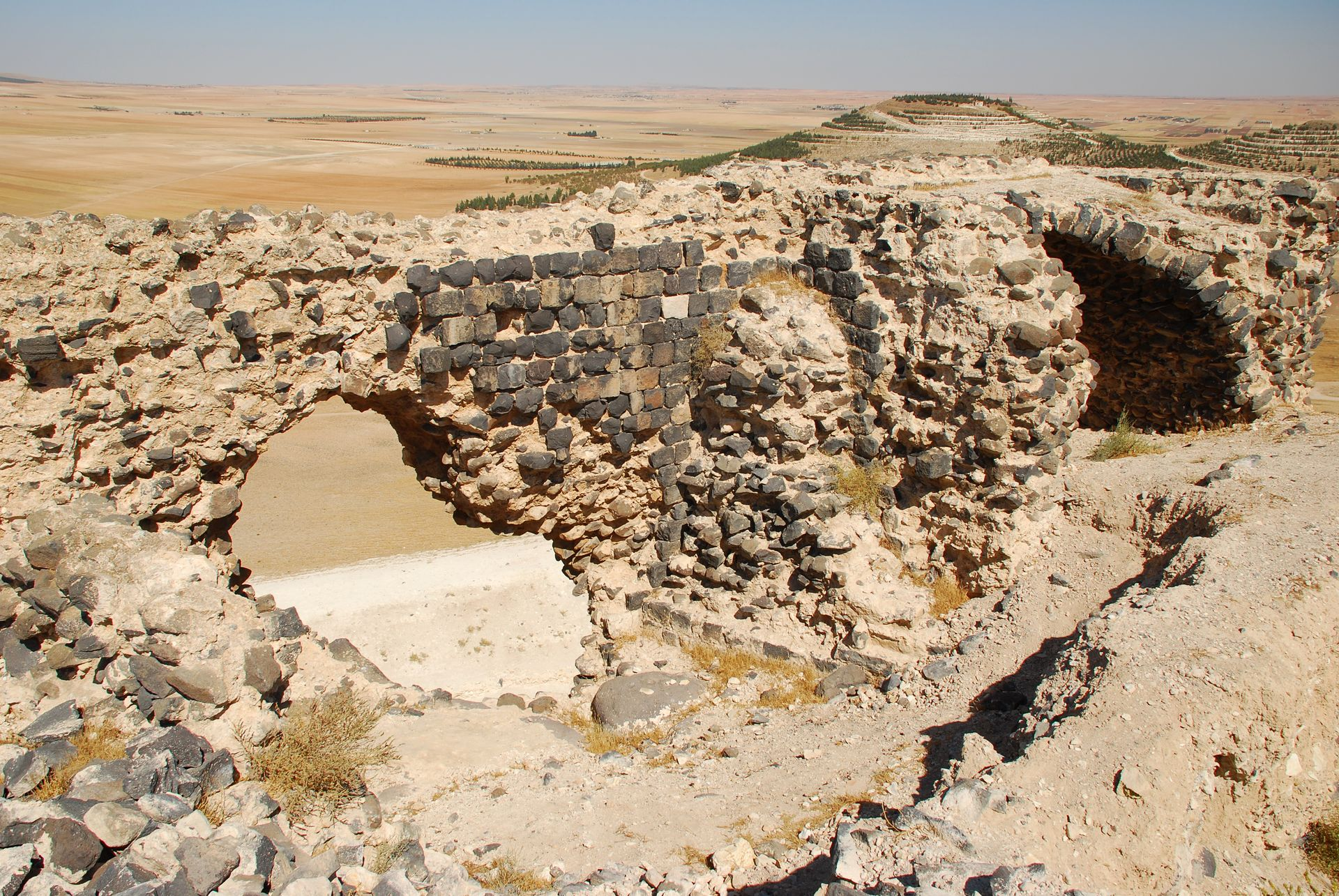
Außenmauer mit Basaltsteinen

Von der Ferne sind die senkrechten Felswände zu sehen, unterhalb denen zur Abwehr ringsum ein Grabenschnitt angelegt wurde. Die Mauern waren aus Basaltquadern zweischalig errichtet und innen mit Gussmauerwerk verfüllt. Von der äußeren Festungsmauer sind nur noch geringe Reste erhalten. Eine Besonderheit stellt ein tiefer Zisternenschacht mit fünf Meter Durchmesser dar, der im südlichen, tiefer gelegenen Teil aus dem Felsen geschlagen wurde.